# Copa Rio de 2013
A Copa Rio de Profissionais de  2013 foi a 18ª edição da Copa Rio, competição organizado pela Federação de Futebol do Estado do Rio de Janeiro. Pelo quarto ano seguido, o torneio foi disputado no segundo semestre por clubes "pequenos" de todas as divisões do futebol do Rio de Janeiro (já que no primeiro semestre estes clubes disputavam o Campeonato Estadual).
De acordo com o regulamento, o campeão opta por uma das vagas do Rio de Janeiro à Série D de 2014 ou à Copa do Brasil de 2014. Caso a opção fosse pela vaga na Série D, o vice ficaria com a da Copa do Brasil. Se o campeão escolhesse a Copa do Brasil, o primeiro melhor colocado imediatamente após o campeão e que não estivesse garantido em uma das divisões do futebol nacional (Séries A, B ou C de 2014) teria uma das vagas do Rio na Série D do ano seguinte.
O campeonato foi organizado pela Federação de Futebol do Estado do Rio de Janeiro e, pelo terceiro ano consecutivo, divido em duas fases de grupos e duas fases de "mata-mata" (semifinais e final), com a participação de clubes que disputassem as Séries C e D do Brasileirão - provocando alterações na tabela e fazendo com que estes times escalassem reservas e juniores durante boa parte da competição. A competição foi marcada pela polêmica da desclassificação do America por uma interpretação do regulamento pela FFERJ após o término da primeira fase.

## Equipes participantes
Excluindo-se as equipes participantes da Série A do Campeonato Brasileiro de 2012 (ou seja, os times grandes), a FFERJ convocou à participação as seguintes equipes:
- As doze melhores da Série A de 2012
- As quatro melhores da Série B de 2012.
- As três melhores da Série C de 2012.
- A campeã da edição anterior

## Fórmula de disputa
A Copa Rio será disputada em 4 fases, sendo que na primeira fase as equipes serão distribuídas em grupos, jogando entre si, dentro do grupo, em turno e returno:
Na primeira fase, as equipes foram distribuídas em quatro grupos - de A a D. Inicialmente, todos com cinco equipes, os times se enfrentam entre si dentro de seus grupo sem jogos de ida e volta. Os dois melhores de cada grupo e os dois melhores terceiros colocados (de acordo com o índice técnico) avançariam à segunda fase.
Nesta segunda fase, as associações classificadas seriam distribuídas em dois grupos de cinco (E e F), jogando entre si tal qual na primeira fase. Após as dez rodadas, classificariam-se para a terceira fase as duas primeiras colocadas de cada grupo.
A terceira fase consistiria de duas semifinais com cruzamento olímpico (primeiro de um grupo enfrenta o segundo de outro), com as equipes enfrentando-se em jogos de ida e volta, com o mando de campo do jogo da volta destinado à que tivesse o melhor índice técnico na soma das duas fases anteriores. Em caso de placares iguais nos dois jogos, as vagas à final seriam decididas nos pênaltis.
Na final, repete-se o regulamento aplicado à semifinal: jogos de ida e volta, com o mando de campo do jogo da volta definido pelo time de melhor índice técnico na soma das três fases anteriores. O campeão escolheria o torneio de que gostaria de participar no ano seguinte

### Índice Técnico
Após diversos torneios usando o número de gols feitos (gols pró) para determinar o índice técnico, a FFERJ buscou melhorá-lo e, desde a edição anterior da Copa Rio, o índice técnico (IT) de cada equipe equivale - utilizado em cada fase de forma independente, bem como na classificação geral - corresponde à soma das médias aritméticas dos pontos feitos e do saldo de gols. Matematicamente:

## Primeira fase

### Grupo A
O grupo foi composto pelo
- 7º da Série A de 2012 (Macaé)
- 10º da Série A de 2012 (Boavista)
- 14º da Série A de 2012 (Olaria)
- 3º da Série B de 2012 (Goytacaz)
- 3º da Série C de 2012 (Barra da Tijuca)

### Grupo B
O grupo foi composto pelo
- 6º da Série A de 2012 (Volta Redonda)
- 11º da Série A de 2012 (Duque de Caxias)
- 15º da Série A de 2012 (Bonsucesso)
- Campeão da Série B de 2012 (Quissamã)
- 14º da Série B de 2012 (Cabofriense)

### Grupo C
O grupo foi composto pelo
- 8º da Série A de 2012 (Friburguense)
- 12º da Série A de 2012 (Madureira)
- 6º da Série B de 2012 (Ceres)
- 13º da Série B de 2012 (America)
- 6º da Série C de 2012 (São Gonçalo EC)

Nota
^  a. O Ceres foi punido com a perda de 12 pontos por ter escalado o zagueiro William Carlos de maneira irregular.

### Grupo D
O grupo foi composto pelo
- 5º da Série A de 2012 (Resende)
- 9º da Série A de 2012 (Nova Iguaçu)
- 13º da Série A de 2012 (Bangu)
- Vice-campeão da Série B de 2012 (Audax Rio)
- 9º da Série B de 2012 (Sampaio Corrêa)

## Segunda fase
Para a segunda fase as associações classificadas na primeira fase foram distribuídas em dois grupos (grupo E e F), jogando entre si, dentro do grupo, em turno e returno. Classificaram-se para a terceira fase (semi-finais) as duas primeiras colocadas de cada grupo.

## Fases Finais
Em itálico, os times que possuem o mando de campo no primeiro jogo do confronto e em negrito os times classificados. Os mandos de campo são definidos de acordo com o índice técnico.
|  | Semifinais      | Semifinais  | Semifinais | Semifinais |   |                 | Final | Final | Final | Final |
|  |                 |             |            |            |   |                 |       |       |       |       |
|  | Bangu           | 1           | 0          | 1          |   |                 |       |       |       |       |
|  | Duque de Caxias | 4           | 1          | 5          |   |                 |       |       |       |       |
|  | Duque de Caxias | 4           | 1          | 5          |   | Duque de Caxias | 0     | 3     | 3     |       |
|  |                 |             |            |            |   | Duque de Caxias | 0     | 3     | 3     |       |
|  |                 | Boavista-RJ | 1          | 1          | 2 |                 |       |       |       |       |
|  | Volta Redonda   | Boavista-RJ | 1          | 1          | 2 | 0               | 1     | 1     |       |       |
|  | Volta Redonda   |             |            |            |   | 0               | 1     | 1     |       |       |
|  | Boavista-RJ     | 0           | 2          | 2          |   |                 |       |       |       |       |

### Semifinais

#### Primeiro jogo
| 13 de novembro | Duque de Caxias                               | 4 - 1  | Bangu                | Marrentão, Duque de Caxias                           |
| 16:00          | João Carlos 10', 29' · Digão 36' · Nathan 85' | Súmula | Gabriel Galhardo 32' | Público: 250 Árbitro: Maurício Machado Coelho Júnior |

| 13 de novembro | Boavista-RJ | 0 - 0  | Volta Redonda | Nivaldão, Nova Iguaçu                                              |
| 16:00          |             | Súmula |               | Público: portões fechados Árbitro: Lenílton Rodrigues Gomes Júnior |

#### Segundo jogo
| 16 de novembro | Bangu | 0 - 1 | Duque de Caxias | Moça Bonita, Rio de Janeiro                                  |
| 16:00          |       |       | André Gomes 33' | Público: portões fechados Árbitro: Estevão Cunha da Trindade |

| 17 de novembro | Volta Redonda   | 1 - 2 | Boavista-RJ                        | Raulino de Oliveira, Volta Redonda                  |
| 16:00          | Tiago Amaral 8' |       | Giovanni 33' · Tiago Barreiros 42' | Público: 407 Árbitro: Luís Antônio Silva dos Santos |

### Final

#### Primeiro jogo
| 20 de novembro | Boavista-RJ | 1 - 0 | Duque de Caxias | Estádio de Los Larios, Duque de Caxias       |
| 16:00          | Junior 79'  |       |                 | Público: 266 Árbitro: Daniel de Sousa Macedo |

#### Segundo jogo
| 23 de novembro | Duque de Caxias             | 3 - 1 | Boavista-RJ  | Marrentão, Duque de Caxias                       |
| 19:00          | Digão 1', 51' · Emerson 86' |       | Giovanni 46' | Público: 618 Árbitro: Eduardo Cordeiro Guimarães |

## Premiação
| Copa Rio 2013                       |
| ----------------------------------- |
| DUQUE DE CAXIAS Campeão (1º título) |

## Classificação geral
| Pos | Times           | Pts | J  | V  | E | D | GP | GC | SG  | Classificação                                        |
| --- | --------------- | --- | -- | -- | - | - | -- | -- | --- | ---------------------------------------------------- |
| 1   | Duque de Caxias | 32  | 18 | 10 | 2 | 6 | 21 | 15 | +6  | Campeão e classificado para a Copa do Brasil de 2014 |
| 2   | Boavista-RJ     | 35  | 18 | 10 | 5 | 3 | 24 | 14 | +10 | Vice-campeão e classificado para a Série D de 2014   |
| 3   | Volta Redonda   | 38  | 16 | 12 | 2 | 2 | 25 | 8  | +17 | Eliminados na terceira fase                          |
| 4   | Bangu           | 28  | 16 | 8  | 4 | 4 | 18 | 12 | +6  | Eliminados na terceira fase                          |
| 5   | Madureira       | 23  | 14 | 6  | 5 | 3 | 22 | 14 | +8  | Eliminados na segunda fase                           |
| 6   | Audax Rio       | 21  | 14 | 6  | 3 | 5 | 18 | 15 | +3  | Eliminados na segunda fase                           |
| 7   | Olaria          | 20  | 14 | 6  | 2 | 6 | 14 | 15 | –1  | Eliminados na segunda fase                           |
| 8   | America         | 17  | 14 | 4  | 5 | 5 | 14 | 17 | –3  | Eliminados na segunda fase                           |
| 9   | Goytacaz        | 14  | 8  | 4  | 2 | 2 | 10 | 5  | +5  | Eliminados na primeira fase                          |
| 10  | Resende         | 12  | 8  | 3  | 3 | 2 | 10 | 8  | +2  | Eliminados na primeira fase                          |
| 11  | Friburguense    | 10  | 8  | 3  | 1 | 4 | 11 | 9  | +2  | Eliminados na primeira fase                          |
| 12  | Cabofriense     | 9   | 8  | 2  | 3 | 3 | 13 | 9  | +4  | Eliminados na primeira fase                          |
| 13  | Nova Iguaçu     | 8   | 8  | 2  | 2 | 4 | 9  | 13 | –4  | Eliminados na primeira fase                          |
| 14  | Bonsucesso      | 7   | 8  | 2  | 1 | 5 | 5  | 10 | –5  | Eliminados na primeira fase                          |
| 15  | Macaé           | 5   | 8  | 1  | 2 | 5 | 6  | 12 | –4  | Eliminados na primeira fase                          |
| 16  | Sampaio Corrêa  | 4   | 8  | 1  | 1 | 6 | 6  | 17 | –11 | Eliminados na primeira fase                          |
| 17  | Quissamã        | 4   | 8  | 1  | 1 | 6 | 2  | 14 | –12 | Eliminados na primeira fase                          |
| 18  | Barra da Tijuca | 3   | 8  | 1  | 0 | 7 | 5  | 14 | –9  | Eliminados na primeira fase                          |
| 19  | São Gonçalo EC  | 2   | 8  | 0  | 2 | 6 | 4  | 15 | –11 | Eliminados na primeira fase                          |
| 20  | Ceres[a]        | 1   | 8  | 3  | 4 | 1 | 12 | 11 | +1  | Eliminados na primeira fase                          |

Notas
^  a. O Ceres foi punido com a perda de 12 pontos por ter escalado o zagueiro William Carlos de maneira irregular.